# アイオライト/蒼い炎
『アイオライト/蒼い炎』（アイオライト / あおいほのお）は、2017年11月3日にavex traxから発売された、日本の音楽ユニット・イトヲカシの3作目のシングル。

## 概要
- イトヲカシの3作目のシングル。
- 「アイオライト」は、映画『氷菓』主題歌に、「蒼い炎」は、テレビアニメ『ブラッククローバー』エンディングテーマに起用され、ユニット初のダブルタイアップとなった。

## チャート成績
- オリコン2017年11月13日付の週間ランキングで最高22位を記録[2]。

## 演奏
- 伊東歌詞太郎：Vocal, Acoustic Guitar
- 宮田“レフティ”リョウ：Bass, Keyboards, Chorus

アイオライト
- 河村吉宏：Drums
- 北村真奈美：Piano
- 柴田佳則：Electric Guitar, Acoustic Guitar
- MIZ：1st Violin
- 三國茉莉：2nd Violin
- 森朱理：Viola
- 佐野まゆみ：Cello

蒼い炎
- 河村吉宏：Drums
- 北村真奈美：Piano
- 柴田佳則：Electric Guitar, Acoustic Guitar

## 収録曲
全作詞・作曲・編曲：イトヲカシ
1. アイオライト
2. 蒼い炎
3. アイオライト (Instrumental)
4. 蒼い炎 (Instrumental)

## タイアップ
アイオライト
KADOKAWA配給映画『氷菓』主題歌
蒼い炎
テレビアニメ『ブラッククローバー』第1クール・エンディングテーマ